# Tommy Karevik
Tommy Karevik (* 1. listopadu 1981) je švédský metalový zpěvák metalových skupin Seventh Wonder a Kamelot. Taktéž působil ve skupinách Ayreon, Firecracker a Pellek.